# بریز (اسپانیا)
بریز (به اسپانیایی: Bérriz) یکی از دهستان‌های اسپانیا است که در استان بیسکای در سرزمین باسک در شمال اسپانیا واقع شده‌است. بریز ۳۰٫۰۷ کیلومتر مربع مساحت دارد و ۱۹۲ متر بالاتر از سطح دریا واقع شده‌است. همچنین بر پایه سرشماری درگاه ملی آمار اسپانیا در سال ۲۰۰۹ جمعیت آن ۴٬۸۸۸ نفر جمعیت بوده‌است.

## جای‌نام
بریز یکی از مجموعه جای‌نام‌های باسکی است که به ایز ختم می‌شوند. به اعتقاد خولیو کارو باروخا بیشتر این جای‌نام‌ها دارای منشأ باسکی با پسوند لاتین -ایکوس هستند. این پسوند با نام مالک سرزمین ترکیب می‌شد و منشأ آن، زمانی بین قرون وسطی و امپراتوری روم بود. به گفتهٔ کارو باروخا این پسوند در باسکی تبدیل به اُز، اِز یا ایز می‌شود.
در مورد بریز، کارو باروخا پیشنهاد می‌کند که این نام از نام لاتین وریوس گرفته شده‌باشد. سپس وریوس با پسوند ملکی ایکوس ترکیب شده و به وریکوس (به معنی سرزمین وریوس) تبدیل شده‌است. سپس این نام به وریسی و پس از آن به وریز تغییر یافته‌است.
نظریهٔ دیگر از منشأ لاتینی چشم‌پوشی می‌کند و منشأ باسکی را پیشنهاد می‌دهد. بر این اساس، بریز از ترکیب به (به معنی زیر) و اوئیز (گرفته شده از کوه اوئیز) ساخته شده و به معنی «زیر اوئیز» یا «در پایهٔ اوئیز» است.